# El Paso de la Serpiente

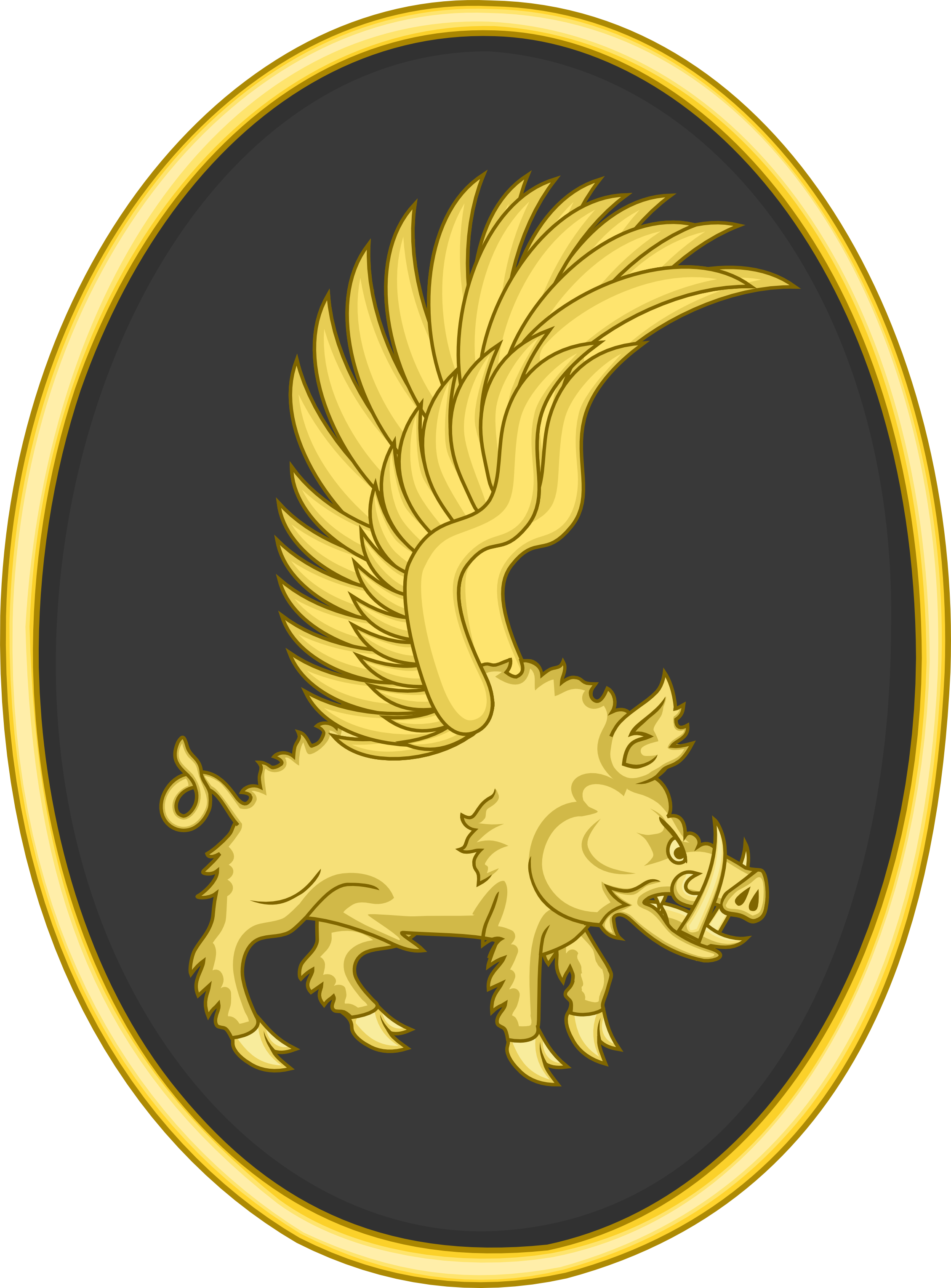
Emblema de la familia Bei Fong.

El Paso del la Serpiente es el trigésimo segundo episodio de la serie animada de televisión Avatar: la leyenda de Aang y el décimo segundo capítulo de la segunda temporada.

## Sinopsis
El episodio comienza con el grupo descansando en una cascada, Sokka está leyendo un mapa, Toph está salpicando sus pies en el agua, mientras que Aang crea el hielo alrededor de sí mismo para flotar en el agua. Katara viene saltando de la cascada, usando su agua control crea una ola que empapa a todos, incluyendo a Sokka y a su mapa. Katara se disculpa y retira el agua del mapa, secándola antes de que se pueda dañar. 
Sokka le dice a los demás que la única ruta posible al Ba Sing Se es una tira estrecha de la tierra llamada el paso de la serpiente. Es peligroso, pero es su única oportunidad, pues no tienen a Appa para llevarlos sobre el canal. Katara regaña Sokka por mencionar a Appa, pero Aang dice que él desea centrarse en informar a los líderes el reino de la tierra sobre el eclipse solar. 
El grupo esta por irse, cuando se cruzan con una familia de refugiados: Tahn, su esposa embarazada; Ying, y su hermana. Katara los invita a que viajen con ellos, pero la familia les dice que el paso de la serpiente es mucho más que peligroso. En lugar, planean viajar vía un sistema de ferris (embarcaderos) subterráneo, que conduce los refugiados a Ba Sing Se. Aang y los otros acuerdan viajar con ellos. 
El grupo llega la estación, inconscientes de que el Príncipe Zuko y Iroh están en el ferry (embarcadero) que está saliendo. Iroh, como de costumbre, está tomando las cosas serias con buen humor y disposición, pero Zuko está enojado (más de lo normal) por las malas condiciones que ha tenido que vivir últimamente, particularmente por el casi-comestible alimento que se les da a los pasajeros en el ferry (embarcadero). Un hombre joven le ofrece a Zuko su simpatía. Es Jet junto con Longshot y Smellerbee. Jet tiene un plan para conseguir un poco de mejor comida del capitán de la nave, y desea saber si Zuko desea unirse también. El príncipe exiliado acepta rápidamente acepta después de lanzar su tazón de la comida repugnante al agua. 
De vuelta a la estación, la vendedora resulta ser extremadamente estricta y despiadada, y sucede que tiene un oso Platypus (oso-pato) para hacer cumplir las reglas, y hace abrumar a cierto comerciante de col. Aang solicita cuatro boletos, pero se les niegan pues él no tiene ningún pasaporte. Sokka revela la identidad de Aang, es el Avatar, pero últimamente, mucha gente se ha estado presentando como el Avatar, y no impresiona a la vendedora. Además, ningún animal (Momo) está permitido. Toph da unos pasos adelante y presenta su pasaporte, demostrando que ella es un miembro de la familia BEI FONG, y declara que Momo es su "Lémur Visor". Al mostrar el emblema de su prestigiosa familia cambia rápidamente el semblante de la vendedora, que inmediatamente les concede los cuatro boletos. 
Al acercarse al ferry, Sokka está contento de que consiguieron los boletos, hasta que una muchacha con cara de pocos amigos en un uniforme de seguridad le da un tirón hacia atrás, exigiendo ver su pasaporte y boleto. Sokka parece reconocer a la muchacha, pero no puede identificarla del todo… hasta que ella le da un beso en la mejilla. Sokka la reconoce inmediatamente; Suki!!, la líder de los guerreros de la isla de Kyoshi, que se ve totalmente diferente sin su maquillaje.
Están felices de encontrarse de nuevo, pero la familia embarazada aparece otra vez, buscando a Aang. Alguien ha robado todas sus pertenencias, incluyendo sus pasaportes y boletos. Aang intenta conseguir la vendedora les dé reemplazos, pero ella lo rechaza, quejándose de que ella no puede romper las reglas. Si lo hiciera, no debería haber leyes y regulaciones, y la civilización terminaría. Incluso rechaza permitir que utilicen los boletos de Toph. Sin otra opción para la familia, Aang regala sus boletos, y les ofrece dirigirlos a través del paso de la serpiente.
Mientras se van, Suki, de nuevo vestida en su ropa tradicional de Kyoshi, les sale al paso, pidiendo ir con ellos. Sokka, sabiendo que será probablemente peligroso, es renuente a dejarla venir con ellos, pero pronto accede.
El grupo alcanza el pasaje, que, aparentemente contra su nombre, es muy recto, pero al mismo tiempo muy estrecho. En la entrada hay una inscripción que dice "Abandonen la esperanza", Aang les dice que quizás es mejor que abandonen toda esperanza, y en su lugar se concentren en la necesidad de cruzar el paso. 
Mientras que el grupo viaja a lo largo de un lado escarpado del acantilado, Suki precisa las fuerzas de la nación del fuego patrullando en el agua, les dice que hay rumores de que trabajan en un proyecto secreto. A medida que continúan, Tahn se cae cuando la tierra debajo de él se derrumban. Toph lo salva, pero las rocas que caen llaman la atención del bote patrullero, que les lanza una bola de fuego. Aang salta en la acción, golpeando de vuelta la bola y asesta sus motores. La nave devuelve el fuego, golpeando las rocas sobre ellos, y cae un derrumbe sobre Suki. Sokka empuja Suki apartándola, y Toph lo salva desviando las rocas. Sokka está muy preocupado por la seguridad de Suki como para agradecer a Toph por salvar su vida, lo que molesta a Toph. El grupo corre a una grieta en la pared de la roca, dejando el bote a la suerte de sus daños.
Esa noche, Sokka se vuelve sobreprotector de Suki, insistiendo que ella no duerma tan cerca del borde, en caso de que se caiga. Después de mover la estera de ella, él le grita y la empuja lejos de su estera. Ella replica; ¿Qué pasa?, Sokka se calma y le dice que creyó ver una araña. 
Mientras tanto, en el ferry (embarcadero), Zuko y Jet husmean en la galera de la nave y roban un poco de arroz y aves mientras que Smellerbee mantiene una vigilancia. Se escapan sigilosamente con el alimento antes que cualquier guardia note sus presencias.
Sokka y Suki casi comparten un beso bajo del ojo atento de la luna. Katara habla con Aang, preocupada sobre sus tentativas de suprimir sus emociones. Aang recuerda cuan destructivo es él cuando entra al estado Avatar, y está intentando controlarse. Katara le dice que aun cuando el querer y la esperanza pueden lastimar a veces, ella no quisiera que él se contuviera . Aang le agradece por su preocupación, pero todavía no está convencido. En otra parte, Suki encuentra a Sokka mirando fijamente la luna. Sokka le explica que él está siendo así de sobreprotector debido a alguien que él perdió (Yue), anteriormente en el Polo Norte. Suki le dice a Sokka sobre alguien que ella quiso, y perdió también, aunque él solo se fue lejos. Sokka comienza a sentirse celoso, sin darse cuenta de que ella está hablando de él. Suki se acerca para besarlo, pero Sokka, sintiéndose culpable para besarla delante de la luna, se aleja.
En el ferry, Jet y los combatientes de la libertad están distribuyendo su alimento robado entre los otros pasajeros. Iroh insulta accidentalmente a Smellerbee cuando él la confunde con un muchacho. Ella explota airadamente, pero Longshot le da una mirada. Smellerbee agradece a Longshot por recordarle que no debe preocuparse por las palabras de otros siempre y cuando tenga confianza en sí misma. Jet se sienta con Zuko e Iroh para hablar de Ba Sing Se. Jet parece estar arrepentido de sus acciones anteriores, y desea comenzar una nueva vida.
Esa mañana, el grupo de Aang se encuentra con un gran revés: Una porción del paso esta actualmente bajo el agua. Katara se adelanta, partiendo las aguas para permitir que pasen. A medida que la ruta se hace más profunda, Aang la ayuda, formando una burbuja del aire para que caminen bajo el agua con seguridad. Momo, viendo nadar los pescados tan cerca, salta en el agua para pescar uno, pero salta rápidamente de vuelta cuando algo enorme nada cerca. Pues resulta, que el paso de la serpiente se nombra (y se teme) no por su forma, sino por la serpiente gigantesca del mar que nada en las aguas circundantes. La serpiente ataca la burbuja, forzando a Toph a levantar el piso marino bajo sus pies de manera de traerlos hasta la superficie. Esto los trenza en el medio del agua, con la serpiente circundando alrededor. Aang ataca la serpiente, diciéndole a Katara que se lleve a los demás mientras que él a la serpiente. Katara crea un puente del hielo para que los otros crucen, después corre a ayudar a Aang sin pensarlo dos veces. Los otros cruzan, a excepción de Toph, que tiene miedo de ir, hasta que la serpiente sacude la tierra detrás de ella. Ella comienza a cruzar, cuando la serpiente destruye el hielo, enviándola al agua. Sokka dice que viene detrás de ella, pero Suki se zambulle primero y la salva. Toph, pensando que era Sokka, le da a Suki un beso en la mejilla, antes de que Suki pueda decirle la verdad, lo que avergüenza mucho a Toph.
Juntos, Aang y Katara controlan a la serpiente, usando corrientes para sacudirla y arrojarla de golpe por el acantilado. El grupo finalmente cruza el paso de la serpiente, justo a tiempo para que la madre para entrara en labores de parto. Katara, que ha tenido experiencia en nacimiento de niños, rápidamente se encarga. 
El bebé, una niña, nace sin complicaciones, gracias a Katara. Aang, viendo a la familia reunida, renueva su esperanza, que es como la familia decide llamar al bebé. Aang decide seguir en camino a buscar a Appa, pero antes de que él se vaya le dice a Katara que ver a la familia reunida le recordó lo que siente por Appa y lo que siente por ella. Cuando Aang se va, Suki también se alista para volver a sus camaradas, diciendo a Sokka que ella fue con él para cerciorarse de que atravesara el camino con seguridad. Ella intenta disculparse con Sokka por seducirlo la noche anterior, pero él le da una beso antes de que termine de hablar.
Mientras tanto, Aang vuela encima de la pared del Ba Sing Se, donde hace un descubrimiento terrible: Un inmenso taladro, escoltado por los tanques de la Nación del Fuego, se está aproximando a la pared.
- Datos: Q8773264